# Spin (tidsskrift)
 For alternative betydninger, se Spin. (Se også artikler, som begynder med Spin)
Spin er et amerikansk musikmagasin grundlagt i 1985 af forlæggeren Bob Guccione, Jr. Magasinets printudgave ophørte i 2012, og magasinet udgives i dag alene som et online-magasin. Magasinet er ejet af Valence Media gennem dennes Media Group-division Billboard-Hollywood Reporter.
Magasinet var oprindeligt kendt for sin brede dækning af musik, særlig indenfor genrene college rock, grunge, indie rock og hip-hop. Magasinet favnede bredt særlige indenfor den mere alternative rock og hip-hop med øje for nyere tendenser også i undergrundsmusikken, og ønskede at være et alternativ til det mere etablerede Rolling Stone.
På trods af at magasinet havde været succesfuldt, blev det i slutningen af 1987 kortvarigt lukket af Bob Guccione Jr.'s far, Bob Guccione Sr. Guccione Jr. formåede dog at holde sammen på medarbejderne og skaffe nye investorer og bladet udkom igen med et kombineret november-december udgave i 1987. I 1997 solgte Guccione Spin til Miller Publishing, der senere i 2006 solgte magasinet videre til McEvoy Group LLC, der i juli 2012 igen solgte magasinet til Buzzmedia (senere SpinMedia). SpinMedia fokuserede på magasinets online-tilstedeværelse, og den sidste print-udgave af Spin var september/oktober udgaven i 2012.
I december 2016 blev SpinMedia solgt til Hollywood Reporter-Billboard Media Group.

## Udgivelse af "Årets"-lister
I 1990 begyndte Spin at udgive lister over "årets" singler/album/kunstnere.

### Årets single
| År   | Artist                                | Sang                       | Land     | Kilde                                         |
| ---- | ------------------------------------- | -------------------------- | -------- | --------------------------------------------- |
| 1994 | Beck                                  | "Loser"                    | USA      |                                               |
| 1995 | Moby                                  | "Feeling So Real"          | USA      |                                               |
| 1996 | Fugees                                | "Ready or Not"             | USA      |                                               |
| 1997 | The Notorious B.I.G.                  | "Hypnotize"                | USA      |                                               |
| 1998 | Fatboy Slim                           | "The Rockafeller Skank"    | England  |                                               |
| 1999 | TLC                                   | "No Scrubs"                | USA      |                                               |
| 2000 | Eminem                                | "The Real Slim Shady"      | USA      |                                               |
| 2001 | Missy Elliott                         | "Get Ur Freak On"          | USA      |                                               |
| 2002 | Eminem                                | "Cleanin' Out My Closet"   | USA      |                                               |
| 2003 | 50 Cent                               | "In da Club"               | USA      |                                               |
| 2004 | Green Day                             | "American Idiot"           | USA      |                                               |
| 2005 | Gorillaz                              | "Feel Good Inc."           | England  |                                               |
| 2006 | Gnarls Barkley                        | "Crazy"                    | USA      |                                               |
| 2007 | Kanye West                            | "Stronger"                 | USA      |                                               |
| 2008 | M.I.A.                                | "Paper Planes"             | England  |                                               |
| 2009 | Yeah Yeah Yeahs                       | "Zero"                     | USA      |                                               |
| 2010 | CeeLo Green                           | "Fuck You"                 | USA      |                                               |
| 2011 | Adele                                 | "Rolling in the Deep"      | England  |                                               |
| 2012 | GOOD Music                            | "Mercy"                    | USA      | Arkiveret 27. juni 2015 hos Wayback Machine   |
| 2013 | Daft Punk                             | "Get Lucky"                | Frankrig |                                               |
| 2014 | Future Islands                        | "Seasons (Waiting on You)" | USA      |                                               |
| 2015 | Justin Bieber                         | "What Do You Mean?"        | Canada   |                                               |
| 2016 | Rae Sremmurd                          | "Black Beatles"            | USA      | Arkiveret 21. august 2018 hos Wayback Machine |
| 2017 | Calvin Harris, Frank Ocean, and Migos | "Slide"                    | Skotland | Arkiveret 27. januar 2020 hos Wayback Machine |

### Årets album
| År   | Artist            | Album                             | Land     | Kilde                                          |
| ---- | ----------------- | --------------------------------- | -------- | ---------------------------------------------- |
| 1990 | Ice Cube          | AmeriKKKa's Most Wanted           | USA      |                                                |
| 1991 | Teenage Fanclub   | Bandwagonesque                    | Skotland |                                                |
| 1992 | Pavement          | Slanted and Enchanted             | USA      |                                                |
| 1993 | Liz Phair         | Exile in Guyville                 | USA      |                                                |
| 1994 | Hole              | Live Through This                 | USA      |                                                |
| 1995 | Moby              | Everything is Wrong               | USA      |                                                |
| 1996 | Beck              | Odelay                            | USA      |                                                |
| 1997 | Cornershop        | When I Was Born for the 7th Time  | England  |                                                |
| 1998 | Lauryn Hill       | The Miseducation of Lauryn Hill   | USA      |                                                |
| 1999 | Nine Inch Nails   | The Fragile                       | USA      |                                                |
| 2000 | Radiohead         | Kid A                             | England  | [ 7 ]                                          |
| 2001 | System of a Down  | Toxicity                          | USA      | [ 8 ]                                          |
| 2002 | The White Stripes | White Blood Cells                 | USA      |                                                |
| 2003 | The White Stripes | Elephant                          | USA      |                                                |
| 2004 | Kanye West        | The College Dropout               | USA      |                                                |
| 2005 | Kanye West        | Late Registration                 | USA      |                                                |
| 2006 | TV on the Radio   | Return to Cookie Mountain         | USA      | Arkiveret 9. december 2011 hos Wayback Machine |
| 2007 | Against Me!       | New Wave                          | USA      |                                                |
| 2008 | TV on the Radio   | Dear Science                      | USA      |                                                |
| 2009 | Animal Collective | Merriweather Post Pavilion        | USA      |                                                |
| 2010 | Kanye West        | My Beautiful Dark Twisted Fantasy | USA      |                                                |
| 2011 | Fucked Up         | David Comes to Life               | Canada   |                                                |
| 2012 | Frank Ocean       | Channel Orange                    | USA      |                                                |
| 2013 | Kanye West        | Yeezus                            | USA      |                                                |
| 2014 | The War on Drugs  | Lost in the Dream                 | USA      |                                                |
| 2015 | Kendrick Lamar    | To Pimp A Butterfly               | USA      | [46]                                           |
| 2016 | Solange Knowles   | A Seat at the Table               | USA      | Arkiveret 17. marts 2017 hos Wayback Machine   |
| 2017 | Kendrick Lamar    | Damn.                             | USA      |                                                |

Note: Årets album 2000 blev givet til "Din harddisk" som følge af fildelings betydning for hvorledes musik bliver distribueret og  anvendt. Albummet Kid A blev listet som nummer 2.